# Seznam mezinárodních směrových čísel

Mezinárodní směrová čísla seřazena podle první číslice

Toto je seznam mezinárodních směrových čísel (též označovaných jako mezinárodní telefonní předvolby), které jsou používány pro přístup k telefonním službám v zahraničí (a do speciálních telefonních sítí, jako např. satelitní či námořní komunikační sítě). Tyto číselné předvolby přiděluje Mezinárodní telekomunikační unie (ITU) ve svém standardu E.164.

## Použití
Mezinárodní směrové číslo jednoznačně identifikuje národní telefonní síť, do které se má telefonovat. Nejprve se musí vytočit tzv. mezinárodní přestupný znak, který označuje, že hovor bude mezinárodní. Po něm je třeba vytočit právě směrové číslo, které patří zemi, do které má telefonát směřovat. Pak následuje číslo účastníka v cílové telefonní síti (v telefonních sítích některých zemí mu ještě předchází místní směrové číslo sloužící pro rozlišení jednotlivých částí dané telefonní sítě).
Fakt, že směrovému číslu předchází přestupný znak, je mezinárodně signalizován symbolem + (plus), např. „+420“, přesný způsob vytáčení tohoto znaku se v různých zemích liší, nejčastěji však pomocí dvou nul (pro podrobnosti viz mezinárodní přestupný znak).
Čísla tvoří prefixový kód, takže žádná předvolba netvoří začátek jiné, delší předvolby.

## Přehled
| +0: Nepoužito                                                                                             |                                                                                           |                                                                                           |                                                                                           |                                                                                           |                                                                                           |                                                                                              |                                                                                           |                                                                                           | |
| +1: (NANP) US, CA, AI, AG, BB, BS, VG, VI, KY, BM, GD, TC, MS, MP, GU, LC, DM, VC, PR, DO, TT, KN, JM, SX |                                                                                           |                                                                                           |                                                                                           |                                                                                           |                                                                                           |                                                                                              |                                                                                           |                                                                                           | |
| +20: EG                                                                                                   | +210: -- +211: SS +212: MA +213: DZ +214: -- +215: -- +216: TN +217: -- +218: LY +219: -- | +220: GM +221: SN +222: MR +223: ML +224: GN +225: CI +226: BF +227: NE +228: TG +229: BJ | +230: MU +231: LR +232: SL +233: GH +234: NG +235: TD +236: CF +237: CM +238: CV +239: ST | +240: GQ +241: GA +242: CG +243: CD +244: AO +245: GW +246: IO +247: AC +248: SC +249: SD | +250: RW +251: ET +252: SO +253: DJ +254: KE +255: TZ +256: UG +257: BI +258: MZ +259: -- | +260: ZM +261: MG +262: RE;YT +263: ZW +264: NA +265: MW +266: LS +267: BW +268: SZ +269: KM | +27: ZA                                                                                   | +28: Nepoužito                                                                            | +290: SH;TA +291: ER +292: -- +293: -- +294: -- +295: -- +296: -- +297: AW +298: FO +299: GL       |
| +30: GR                                                                                                   | +31: NL                                                                                   | +32: BE                                                                                   | +33: FR                                                                                   | +34: ES                                                                                   | +350: GI +351: PT +352: LU +353: IE +354: IS +355: AL +356: MT +357: CY +358: FI +359: BG | +36: HU                                                                                      | +370: LT +371: LV +372: EE +373: MD +374: AM +375: BY +376: AD +377: MC +378: SM +379: VA | +380: UA +381: RS +382: ME +383: KO +384: -- +385: HR +386: SI +387: BA +388: EU +389: MK | +39: IT                                                                                            |
| +40: RO                                                                                                   | +41: CH                                                                                   | +420: CZ +421: SK +422: -- +423: LI +424: -- +425: -- +426: -- +427: -- +428: -- +429: -- | +43: AT                                                                                   | +44: GB                                                                                   | +45: DK                                                                                   | +46: SE                                                                                      | +47: NO                                                                                   | +48: PL                                                                                   | +49: DE                                                                                            |
| +500: FK +501: BZ +502: GT +503: SV +504: HN +505: NI +506: CR +507: PA +508: PM +509: HT                 | +51: PE                                                                                   | +52: MX                                                                                   | +53: CU                                                                                   | +54: AR                                                                                   | +55: BR                                                                                   | +56: CL                                                                                      | +57: CO                                                                                   | +58: VE                                                                                   | +590: GP;MF;BL +591: BO +592: GY +593: EC +594: GF +595: PY +596: MQ +597: SR +598: UY +599: CW;BQ |
| +60: MY                                                                                                   | +61: AU                                                                                   | +62: ID                                                                                   | +63: PH                                                                                   | +64: NZ                                                                                   | +65: SG                                                                                   | +66: TH                                                                                      | +670: TL +671: -- +672: AU +673: BN +674: NR +675: PG +676: TO +677: SB +678: VU +679: FJ | +680: PW +681: WF +682: CK +683: NU +684: AS +685: WS +686: KI +687: NC +688: TV +689: PF | +690: TK +691: FM +692: MH +693: -- +694: -- +695: -- +696: -- +697: -- +698: -- +699: --          |
| +7: RU, KZ                                                                                                |                                                                                           |                                                                                           |                                                                                           |                                                                                           |                                                                                           |                                                                                              |                                                                                           |                                                                                           | |
| +800: XF +801: -- +802: -- +803: -- +804: -- +805: -- +806: -- +807: -- +808: XC +809: --                 | +81: JP                                                                                   | +82: KR                                                                                   | +83: Nepoužito                                                                            | +84: VN                                                                                   | +850: KP +851: -- +852: HK +853: MO +854: -- +855: KH +856: LA +857: -- +858: -- +859: -- | +86: CN                                                                                      | +870: XS +875: -- +876: -- +877: -- +878: XU +879: --                                     | +880: BD +881: XG +882: XN +883: -- +884: -- +885: -- +886: TW +887: -- +888: -- +889: -- | +89: Nepoužito                                                                                     |
| +90: TR                                                                                                   | +91: IN                                                                                   | +92: PK                                                                                   | +93: AF                                                                                   | +94: LK                                                                                   | +95: MM                                                                                   | +960: MV +961: LB +962: JO +963: SY +964: IQ +965: KW +966: SA +967: YE +968: OM +969: --    | +970: PS +971: AE +972: IL +973: BH +974: QA +975: BT +976: MN +977: NP +978: -- +979: XR | +98: IR                                                                                   | +990: -- +991: XT +992: TJ +993: TM +994: AZ +995: GE +996: KG +997: -- +998: UZ +999: --          |

## Podrobně

### Zóna 1 – Oblast severoamerického číslovacího plánu
(nanpa.com)
- Spojené státy americké
  - Včetně amerických území v Oceánii:
    - Guam (671)
    - Severní Mariany (670)
    - Americká Samoa (684) (od 2. října 2004)
- Kanada
- Většina států Karibské oblasti, s místními směrovými čísly:
  - Anguilla (264)
  - Antigua a Barbuda (268)
  - Bahamy (242)
  - Barbados (246)
  - Bermudy (1441)
  - Britské Panenské ostrovy (284)
  - Kajmanské ostrovy (345)
  - Dominika (767)
  - Dominikánská republika (809)
  - Grenada (473)
  - Jamajka (876)
  - Montserrat (664)
  - Portoriko (787)/(939)
  - Svatý Kryštof a Nevis (869)
  - Svatá Lucie (758)
  - Svatý Vincenc a Grenadiny (784)
  - Trinidad a Tobago (868)
  - Turks a Caicos (649)
  - Sint Maarten (721)
  - Americké Panenské ostrovy (340)

### Zóna 2 – převážněAfrika
- 20 – Egypt
- 210 – nepřiděleno
- 211 – Jižní Súdán
- 212 – Maroko
- 213 – Alžírsko
- 214 – nepřiděleno
- 215 – nepřiděleno
- 216 – Tunisko
- 217 – nepřiděleno
- 218 – Libye
- 219 – nepřiděleno
- 220 – Gambie
- 221 – Senegal
- 222 – Mauritánie
- 223 – Mali
- 224 – Guinea
- 225 – Pobřeží slonoviny
- 226 – Burkina Faso
- 227 – Niger
- 228 – Togo
- 229 – Benin
- 230 – Mauricius
- 231 – Libérie
- 232 – Sierra Leone
- 233 – Ghana
- 234 – Nigérie
- 235 – Čad
- 236 – Středoafrická republika
- 237 – Kamerun
- 238 – Kapverdy
- 239 – Svatý Tomáš a Princův ostrov
- 240 – Rovníková Guinea
- 241 – Gabon
- 242 – Konžská republika (Brazzaville)
- 243 – Demokratická republika Kongo (Kinshasa, dříve známá jako Zair)
- 244 – Angola
- 245 – Guinea-Bissau
- 246 – Diego García
- 247 – Ascension
- 248 – Seychely
- 249 – Súdán
- 250 – Rwanda
- 251 – Etiopie
- 252 – Somálsko
- 253 – Džibutsko
- 254 – Keňa
- 255 – Tanzanie
- 256 – Uganda
- 257 – Burundi
- 258 – Mosambik
- 259 – Zanzibar - nepoužíváno – používá se +255 (Tanzanie)
- 260 – Zambie
- 261 – Madagaskar
- 262 – Réunion a Mayotte
- 263 – Zimbabwe
- 264 – Namibie
- 265 – Malawi
- 266 – Lesotho
- 267 – Botswana
- 268 – Svazijsko
- 269 – Komory
- 27 – Jihoafrická republika
- 28x – nepřiděleno
- 290 – Svatá Helena, Tristan da Cunha
- 291 – Eritrea
- 292 – nepřiděleno
- 293 – nepřiděleno
- 294 – nepřiděleno
- 295 – zrušeno (původně San Marino, viz +378)
- 296 – nepřiděleno
- 297 – Aruba
- 298 – Faerské ostrovy
- 299 – Grónsko

### Zóna 3 –Evropa
- 3 – nepřiděleno (v roce 1996 navrženo jako směrové číslo Evropské unie)
- 30 – Řecko
- 31 – Nizozemsko
- 32 – Belgie
- 33 – Francie
- 34 – Španělsko
- 350 – Gibraltar
- 351 – Portugalsko
- 352 – Lucembursko
- 353 – Irsko
- 354 – Island
- 355 – Albánie
- 356 – Malta
- 357 – Kypr Tureckem okupovaná oblast používá směrové číslo Turecka – +90
- 358 – Finsko
- 359 – Bulharsko
- 36 – Maďarsko
- 37 – zrušeno (původně NDR, nyní pokryto směrovým číslem Německa – +49)
- 370 – Litva
- 371 – Lotyšsko
- 372 – Estonsko
- 373 – Moldavsko
- 374 – Arménie
- 375 – Bělorusko
- 376 – Andorra
- 377 – Monako
- 378 – San Marino
- 379 – Vatikán
- 38 – zrušeno (původně Jugoslávie, před jejím rozdělením)
- 380 – Ukrajina
- 381 – Srbsko
- 382 – Černá Hora
- 383 – Kosovo
- 384 – nepřiděleno
- 385 – Chorvatsko
- 386 – Slovinsko
- 387 – Bosna a Hercegovina
- 388 – Evropský telefonní číslovací prostor – celoevropské služby
- 389 – Severní Makedonie
- 39 – Itálie

### Zóna 4 –Evropa
- 40 – Rumunsko
- 41 – Švýcarsko
- 42 – zrušeno, původně Československo, Česko a Slovensko
- 420 – Česko [pozn. 1]
- 421 – Slovensko [pozn. 1]
- 422 – nepřiděleno
- 423 – Lichtenštejnsko
- 424 – nepřiděleno
- 425 – nepřiděleno
- 426 – nepřiděleno
- 427 – nepřiděleno
- 428 – nepřiděleno
- 429 – nepřiděleno
- 43 – Rakousko
- 44 – Velká Británie
- 45 – Dánsko
- 46 – Švédsko
- 47 – Norsko
- 48 – Polsko
- 49 – Německo

### Zóna 5 –Mexiko,StředníaJižní Amerika
- 500 – Falklandy
- 501 – Belize
- 502 – Guatemala
- 503 – Salvador
- 504 – Honduras
- 505 – Nikaragua
- 506 – Kostarika
- 507 – Panama
- 508 – Saint Pierre a Miquelon
- 509 – Haiti
- 51 – Peru
- 52 – Mexiko
- 53 – Kuba
- 54 – Argentina
- 55 – Brazílie
- 56 – Chile
- 57 – Kolumbie
- 58 – Venezuela
- 590 – Guadeloupe, Saint-Martin a Saint-Barthélemy
- 591 – Bolívie
- 592 – Guyana
- 593 – Ekvádor
- 594 – Francouzská Guyana
- 595 – Paraguay
- 596 – Martinik
- 597 – Surinam
- 598 – Uruguay
- 599 – Curaçao a Karibské Nizozemsko

### Zóna 6 – JižníTichý oceánaOceánie
- 60 – Malajsie
- 61 – Austrálie a Vánoční a Kokosový ostrov
- 62 – Indonésie
- 63 – Filipíny
- 64 – Nový Zéland
- 65 – Singapur
- 66 – Thajsko
- 670 – Východní Timor – původně Severní Mariany, nyní dostupné pod směrovým číslem +1 670
- 671 – zrušeno, původně Guam, nyní dostupný pod směrovým číslem +1 671
- 672 – Australská Vnější teritoria
- 673 – Brunej
- 674 – Nauru
- 675 – Papua Nová Guinea
- 676 – Tonga
- 677 – Šalomounovy ostrovy
- 678 – Vanuatu
- 679 – Fidži
- 680 – Palau
- 681 – Wallis a Futuna
- 682 – Cookovy ostrovy
- 683 – Ostrov Niue
- 684 – Americká Samoa – 2. září 2004 přešla na směrové číslo +1 684
- 685 – Samoa
- 686 – Kiribati, Gilbertovy ostrovy
- 687 – Nová Kaledonie
- 688 – Tuvalu, Elliceovy ostrovy
- 689 – Francouzská Polynésie
- 690 – Tokelau
- 691 – Mikronésie
- 692 – Marshallovy ostrovy
- 693 – nepřiděleno
- 694 – nepřiděleno
- 695 – nepřiděleno
- 696 – nepřiděleno
- 697 – nepřiděleno
- 698 – nepřiděleno
- 699 – nepřiděleno

### Zóna 7 – Rusko a okolí (dřívějšíSovětský svaz)
- 7 – Rusko, Kazachstán

### Zóna 8 – VýchodníAsiea zvláštní služby
- 800 – Mezinárodní zelená linka (UIFN)
- 801 – nepřiděleno
- 802 – nepřiděleno
- 803 – nepřiděleno
- 804 – nepřiděleno
- 805 – nepřiděleno
- 806 – nepřiděleno
- 807 – nepřiděleno
- 808 – vyhrazeno pro služby se sdílenou cenou
- 809 – nepřiděleno
- 81 – Japonsko
- 82 – Jižní Korea
- 83x – nepřiděleno
- 84 – Vietnam
- 850 – Severní Korea
- 851 – nepřiděleno
- 852 – Hongkong
- 853 – Macao
- 854 – nepřiděleno
- 855 – Kambodža
- 856 – Laos
- 857 – nepřiděleno
- 858 – nepřiděleno
- 859 – nepřiděleno
- 86 – Čína
- 870 – Inmarsat, služba „SNAC“
- 875 – vyhrazeno pro mobilní službu Maritime
- 876 – vyhrazeno pro mobilní službu Maritime
- 877 – vyhrazeno pro mobilní službu Maritime
- 878 – Mezinárodní osobní telekomunikace
- 879 – vyhrazeno pro národní použití pro mobilní/námořní služby
- 880 – Bangladéš
- 881 – Globální satelitní telefonní systém
- 882 – Mezinárodní sítě
- 883 – nepřiděleno
- 884 – nepřiděleno
- 885 – nepřiděleno
- 886 – Tchaj-wan Číslo nebylo oficiálně přiděleno, u ITU je vedeno jako „vyhrazené“.
- 887 – nepřiděleno
- 888 – nepřiděleno
- 889 – nepřiděleno
- 89x – nepřiděleno

### Zóna 9 – Západní a jižníAsie,Střední východ
- 90 – Turecko
- 91 – Indie
- 92 – Pákistán
- 93 – Afghánistán
- 94 – Srí Lanka
- 95 – Myanmar
- 960 – Maledivy
- 961 – Libanon
- 962 – Jordánsko
- 963 – Sýrie
- 964 – Irák
- 965 – Kuvajt
- 966 – Saúdská Arábie
- 967 – Jemen
- 968 – Omán
- 969 – zrušeno, původně Jemenská demokratická republika, nyní sjednoceno s +967 Jemen
- 970 – vyhrazeno pro Palestinu
- 971 – Spojené arabské emiráty
- 972 – Izrael
- 973 – Bahrajn
- 974 – Katar
- 975 – Bhútán
- 976 – Mongolsko
- 977 – Nepál
- 978 – nepřiděleno
- 979 – Mezinárodní placené služby
- 98 – Írán
- 990 – nepřiděleno
- 991 – Zkušební provoz International Telecommunications Public Correspondence Service (ITPCS)
- 992 – Tádžikistán
- 993 – Turkmenistán
- 994 – Ázerbájdžán
- 995 – Gruzie
- 996 – Kyrgyzstán
- 997 – nepřiděleno
- 998 – Uzbekistán
- 999 – nepřiděleno

Nula (0) není použita.